# Bukvik
Bukvik is een plaats in de gemeente Čačinci in de Kroatische provincie Virovitica-Podravina. De plaats telt 249 inwoners (2001).